# Oscar Rapace
Oscar Rapace (Emil Eagle en VO) est un personnage de fiction des univers de Mickey Mouse et de Donald Duck créé en 1966 par Vic Lockman et Jack Bradbury pour les studios Disney.
Ennemi juré de Géo Trouvetou, ce savant fou fait sa première apparition en mai 1966 dans Géo s'amuse (The Evil Inventor). Par la suite, il sera aussi bien opposé à Mickey et Super Dingo qu'à Donald et Picsou. Il n'hésite pas à faire équipe avec d'autres criminels tels que Pat Hibulaire, le Fantôme noir ou Tom Pouce et Mâchefer.

## Apparition en Bandes Dessinées
Depuis 1966, Oscar est apparu dans environ 330 histoires d'après le site INDUCKS recensées en 2020. Il y a environ 130 histoires répertoriées en France.
En 2008, Oscar fait partie du groupe des super vilains nommé la "Bad-7" se battant contre les Ultrahéros dans la série Les Ultrahéros (Ultraheroes) débutant avec l'histoire Les ultrahéros : Prologue . Son intelligence se trouve confrontée à celle de Iga Biva.

## Nom dans différents pays
- Allemagne : Hugo Habicht
- Angleterre : Emil Eagle
- Brésil : Professor Gavião
- Danemark : Øjvind Ørn
- Espagne : Emilio Aguila, Profesor Gavilán
- Finlande : Velmu Viurusilmä
- France : Émile Laigle puis Oscar Rapace
- Italie : Spennacchiotto
- Norvège : Ørnulf Ørn
- Pays-Bas : Arend Akelig, Arend Adelaar
- Pologne : Emil Orzel
- Suède : Emil Örn